# Sant Boi de Lluçanès
Sant Boi de Lluçanès és un poble i municipi de la comarca del Lluçanès, si bé adscrit administrativament a la d'Osona, està situat al centre-oest de la regió de l'Alt Ter. Està situat a l'extrem nord-est de la lluçanenca, i al nord-oest de l'osonenca.

## Història
El terme i la parròquia de Sant Boi s'esmenten ja l'any 905 a l'acta de consagració de Santa Maria de Lluçà i depenia dels senyors de Lluçà. El terme, però, se'n desmembrà molt aviat. Concretament l'any 962 la comtessa Riquilda el llegà a la seu de Vic. Legat que no tingué efectes fins al 933 en què el bisbe de Vic pactà amb el noble Sendret de Gurb i per una permuta, els Bisbes de Vic passaren a ser els senyors del terme que l'incloïa una gran part del terme de Perafita.
El terme es repartia en grans propietats o viles rurals, formades per masos més petits a seu voltant. Entre els de més renom i que encara existeixen com a cases pairals podem anomenar el Vilar, Vilarrasa, Viladecans, ...
Els bisbes de Vic regien el terme a través d'un batlle que solia ser l'hereu de Vilarrassa dels que se'n coneix la genealogia des de l'any 1134, en què Benet de Vilarrasa ja era batlle.
La població actual de Sant Boi va començar a formar-se a mig segle xvi tot i que amb anterioritat ja existia un petit nucli de cases agrupades a l'entorn de l'església, però van desaparèixer pràcticament al segle xiv pel despoblament que ocasionà la Pesta Negra.
L'any 1553 el nucli era de 10 cases, el 1626 el cens parroquial era de 86 cases amb un total de 518 habitants. El 1782 són 180 les cases i 800 els seus habitants, arribant a un máxim de 1043 persones l'any 1860. Actualment el cens de població és de 532 persones.

## Geografia
- Llista de topònims de Sant Boi de Lluçanès (Orografia: muntanyes, serres, collades, indrets..; hidrografia: rius, fonts...; edificis: cases, masies, esglésies, etc)

## Demografia
| Entitat de població  | Habitants (2024) |
| Sant Boi de Lluçanès | 475              |
| Viladecans           | 80               |
| Vila-rasa            | 13               |
| Gallifa              | 6                |
| Font: Idescat        |                  |

| 1497 f | 1515 f | 1553 f | 1717 | 1787 | 1857  | 1877 | 1887 | 1900 | 1910 |
| ------ | ------ | ------ | ---- | ---- | ----- | ---- | ---- | ---- | ---- |
| 12     | 19     | 31     | 314  | 562  | 1.108 | 919  | 623  | 478  | 539  |

| 1920 | 1930 | 1940 | 1950 | 1960 | 1970 | 1981 | 1990 | 1992 | 1994 |
| ---- | ---- | ---- | ---- | ---- | ---- | ---- | ---- | ---- | ---- |
| 582  | 653  | 625  | 661  | 668  | 484  | 519  | 528  | 534  | 534  |

| 1996 | 1998 | 2000 | 2002 | 2004 | 2006 | 2008 | 2010 | 2012 | 2014 |
| ---- | ---- | ---- | ---- | ---- | ---- | ---- | ---- | ---- | ---- |
| 565  | 554  | 540  | 572  | 572  | 575  | 573  | 564  | 545  | 556  |

| 2016 | 2018 | 2020 | 2022 | 2024 | 2026 | 2028 | 2030 | 2032 | 2034 |
| ---- | ---- | ---- | ---- | ---- | ---- | ---- | ---- | ---- | ---- |
| 527  | 532  | 580  | 575  | 575  | -    | -    | -    | -    | -    |

## Política
Eleccions municipals del 2019
En les eleccions municipals que van tenir lloc el 26 de maig del 2019, es va presentar una única llista amb el nom Tots Per Sant Boi com a resultat de la unió de les dues llistes que s'havien presentat en anys anteriors (Convergència i Unió i Esquerra Repúblicana).
La llista va obtenir un total de 274 vots amb un 68,93% de participació. L'Alcalde resultant dels comicis és Marc Parés Muns.
Eleccions municipals del 2015
| Candidatura | Candidatura                       | Cap de llista                  | Vots | Regidors | % vots |
| ----------- | --------------------------------- | ------------------------------ | ---- | -------- | ------ |
|             | Convergència i Unió               | Josep Maria Masramon Falgueras | 189  | 4        | 51,92% |
|             | Esquerra Republicana de Catalunya | Concepció Verdaguer i Cardona  | 165  | 3        | 45,33% |
|             | Vots en blanc                     |                                | 10   |          | 2,57%  |
| Total       | Total                             | 366                            | 366  |          | 81,33% |

### Alcaldes de Sant Boi de Lluçanès
| Període     | Alcalde o alcaldessa           | Partit polític    | Data de possessió | Observacions |
| ----------- | ------------------------------ | ----------------- | ----------------- | ------------ |
| 1979–1983   | Margarita Pujals Noguera       | Independent       | 19/04/1979        | --           |
| 1983–1987   | Jaume Camp Verdaguer           | Independent       | 28/05/1983        | --           |
| 1987–1991   | Jaume Camp Verdaguer           | Independent       | 30/06/1987        | --           |
| 1991–1995   | Josep Maria Masramon Falgueras | CiU               | 15/06/1991        | --           |
| 1995–1999   | Josep Maria Masramon Falgueras | CiU               | 17/06/1995        | --           |
| 1999–2003   | Josep Maria Masramon Falgueras | CiU               | 03/07/1999        | --           |
| 2003–2007   | Josep Maria Giravent i Lladó   | Independent       | 14/06/2003        | --           |
| 2007–2011   | Josep Maria Masramon Falgueras | CiU               | 16/06/2007        | --           |
| 2011–2015   | Albert Sadurní Morral          | CiU               | 11/06/2011        | --           |
| 2015–2019   | Josep Maria Masramon Falgueras | CiU               | 13/06/2015        | --           |
| 2019-2023   | Marc Parés Muns                | Tots per Sant Boi | 15/06/2019        | --           |
| Des de 2023 | n/d                            | n/d               | 17/06/2023        | --           |

### Eleccions al Parlament de Catalunya del 2015
| Candidatura | Candidatura   | Cap de llista        | Vots | Regidors | % vots |
| ----------- | ------------- | -------------------- | ---- | -------- | ------ |
|             | JxSí          | Raül Romeva          | 288  |          | 79,12% |
|             | CUP           | Antonio Baños        | 24   |          | 6,59%  |
|             | PPC           | Xavier García Albiol | 20   |          | 6,59%  |
|             | PSC           | Miquel Iceta         | 12   |          | 3,30%  |
|             | unio.cat      | Ramon Espadaler      | 8    |          | 2,20%  |
|             | C's           | Inés Arrimadas       | 5    |          | 1,37%  |
|             | CatSíqueesPot | Lluís Rabell         | 5    |          | 1,37%  |
|             | Vots en blanc |                      | 2    |          | 0,55%  |
| Total       | Total         | 364                  | 364  |          | 82,17% |

## Patrimoni artístic i cultural

### Església parroquial
Es troba emplaçada dalt d'un turó visible des de molt punts de la població. Edifici construït en una època de bonança econòmica que podem situar durant la segona meitat del segle xviii, deguda en aquesta zona a la parairia. El seu valor artístic es deu a la conservació, després de l'espoli que van patir moltes esglésies l'any 1936, dels vuits retaules. Aquests són una mostra de l'evolució de l'art a Catalunya del segle xvii i XVIII. Per tant, va del Barroc al Neoclàssic.
L'edifici i els retaules es pogueren salvar per una ordre del Conseller de la Generalitat, Ventura Gassol. Les imatges i quadres van ser traslladats al Palau de a Virreina i es precintà la porta. Tot i això hi manquen vint-i-set imatges, un relleu i un quadre.
L'edifici actual, va ser projectat per l'arquitecte vigatà Josep Moretó, que el començà el 1761 i el continuà el mestre de cases Mariano Claris que l'acabà el 1775.

### Els retaules
Seguint un ordre cronològic aquests són els retaules de l'església
- Retaule de Santa Barbara, d'estil barroc salomònic. Construït el 1680, és anterior a l'església, per en Joan Francesc Moretó.
- Retaule de la Mare de Déu del Ballester, d'estil barroc, segle xvii, barreja de barroc plateresc i salomònic.
- Retaule de l'Altar Major, d'estil neoclàssic, amb elements del barroc. Autoria de l'escultor vigatà Antoni Real. Construït entre el 1791 i el 1797. Destaca per la seva grandiositat, té la mateixa alçada que l'edifici. L'acabat en forma de mitja closca, vol representar totes les coses estan en Déu: les grans obres de la creació (el sol, la lluna, les estrelles, les flors...) i les obres dels homes (les edificacions, els vasos, la música...)
- El retaule del Sant Crist, està situat a la capella fonda. El seu autor fou Antoni Real el 1791, és d'estil neoclàssic. La capella està decorada amb els emblemes de la passió i els àngels hi ploren.
- Retaule dels Sants Màrtirs, d'estil neoclàssic va ser construït el 1783.
- Retaule del Roser, d'estil neoclàssic, va ser daurat el 1783.
- Retaule de la Mare de Déu del Carme, d'estil neoclàssic. El seu autor va ser el vigatà Llorenç Corominas, 1857, i policromat el 1862 per Bernat Solà de Vic, pintor i daurador.
- Retaule de la Puríssima, d'estil neoclàssic. El seu autor, l'escultor vigatà Llorenç Corominas l'any 1855, i policromat per Bernat Solà.